# Areias Ardentes
Areias Ardentes é um filme brasileiro de 1952 dirigido por J. B. Tanko, que também escreveu o roteiro, baseado no romance homônimo de Eduardo Pessoa Guimarães.
O filme marca a estreia de Roberto Farias no cinema, como assistente de direção.

## Elenco
- Fada Santoro.... Gisela
- Renato Restier.... Alberto
- Cyl Farney.... Antônio Carlos
- Luiza Barreto Leite.... Leonor
- Margot Bittencourt .... Sílvia
- José Lewgoy.... Ambrósio
- Rosita Gay
- Leomar Saraiva
- Jacy Wagner
- Leda Yuque

## Prêmios e indicações
Prêmio Associação Brasileira de Cronistas Cinematográficos (1952)
- Vencedor na categoria:

Melhor Atriz (Fada Santoro)
Prêmio Saci (1952)
- Vencedor nas categorias:

Melhor Atriz (Fada Santoro)
Melhor roteiro